# Căpitanul Nemo
Căpitanul Nemo (din latină Nimeni) — cunoscut și sub numele de Prințul Dakkar — este un personaj fictiv inventat de scriitorul francez de science-fiction Jules Verne (1828–1905). Nemo apare în două dintre romanele lui Verne, Douăzeci de mii de leghe sub mări (1870) și Insula misterioasă (1874), și își face o scurtă apariție în piesa lui Verne Voyage à travers l’impossible (1882).
Nemo, unul dintre cei mai faimoși antieroi din ficțiune, este o figură misterioasă. Fiu al unui maharajah indian, el este un geniu științific care cutreieră adâncurile mării în submarinul său, Nautilus, care a fost construit pe o insulă pustie. Nemo este condus de setea de răzbunare și de ura față de imperialismul concentrat în Imperiul Britanic. El este, de asemenea, răvășit de remușcări față de moartea membrilor echipajului său și chiar de moartea marinarilor inamici.
Nemo a apărut în diverse adaptări ale romanelor lui Verne, inclusiv în filme, unde a fost portretizat de mai mulți actori. El a fost, de asemenea, adoptat și de alți autori pentru a fi inclus în romanele lor, cele mai cunoscute fiind The League of Extraordinary Gentlemen al lui Alan Moore și The Other Log of Phileas Fogg al lui Philip José Farmer.
1. 1 2  20,000 Leagues Under the Sea (film), Disney A to Z: The Official Encyclopedia
2. ↑  Eleusis La Arwall - Character (15977) - AniDB (în engleză)
3. ↑  Nemo (Fushigi no Umi no Nadia) - MyAnimeList.net (în fară conținut lingvistic)